# Delia tarsifimbria
Delia tarsifimbria este o specie de muște din genul Delia, familia Anthomyiidae. A fost descrisă pentru prima dată de Pandelle în anul 1900. Conform Catalogue of Life specia Delia tarsifimbria nu are subspecii cunoscute.